# Rosapha variegata
Rosapha variegata är en tvåvingeart som beskrevs av Meijere 1919. Rosapha variegata ingår i släktet Rosapha och familjen vapenflugor. Inga underarter finns listade i Catalogue of Life.